# Karate Champ
Karate Champ ist ein Arcade-Spiel, das 1984 von Technos Japan entwickelt und von Data East herausgebracht wurde. Es war das erste Kampfspiel für zwei Spieler (im gleichzeitigen Kampf-Modus) und gilt als Vorläufer der bekannten Spiele-Serien Street Fighter (1987) und Mortal Kombat (1992). Siehe auch Fighting Game.

## Spielbeschreibung
Die Spieler müssen entweder nacheinander gegen den Computergegner White (mit weißem Karate-Anzug und schwarzem Gürtel) antreten, oder sich gleichzeitig in der Karate-Kunst messen. Zur Eingabe dienen unüblicherweise zwei 4-Wege-Joysticks je Spieler, mit denen verschiedene Kampfbewegungen ausgeführt werden können. Der zweite Spieler wird lediglich Red (dt. rot) genannt.
Gekämpft wird in der gängigen horizontalen 2D-Ansicht mit zwölf verschiedenen Hintergründen. Der Sieger eines Kampfabschnittes muss anschließend zahlreiche Bonusrunden überstehen.
Die bei dieser Spielart üblichen Lebensbalken am oberen Bildschirmrand gibt es hier nicht. Ein voller oder halber Treffer genügt.

## Nachfolger
- Karate Champ – Player Vs Player (Arcade-Spiel 10/84) von Data East selber entwickelt hat geringfügige Änderungen und mehr Hintergründe. In Japan hießen die Spiele Karate Dou bzw. Taisen Karate Dou – Seishun Bishoujo Hen.

Karate Champ war auch Wegbereiter für die Homecomputer-Spiele The Way of the Exploding Fist und International Karate Plus, die insbesondere auf dem Commodore 64 erfolgreich waren.

## Portierungen
- Tandy TRS-80 Color Computer (1985)
- Commodore 64 (1985, Berkeley Software)
- Nintendo Entertainment System (1986, Data East)
- Amiga (1987)
- Apple II